# Dingwall
Dingwall (Schots-Gaelisch: Inbhir Pheofharain) is een stad in het oosten van het Schotse raadsgebied Highland, in de Schotse Hooglanden. De plaats heeft een inwonertal van 5026.

## Geschiedenis
Vroeger was Dingwall een havenstadje aan de oostkust, maar vandaag de dag ligt het meer landinwaarts. Om Dingwall toch met de zee te kunnen verbinden heeft men in 1816 een kanaal aangelegd van Dingwall naar Cromarty Firth. Het kanaal, ontworpen door Thomas Telford, is met zijn lengte van 1,6 kilometer het kleinste en meest noordelijk gelegen kanaal van het Verenigd Koninkrijk. Sinds de komst van het spoor in 1865 is het gebruik van het kanaal sterk gedaald en in 1890 is het kanaal gesloten. Station Dingwall is aangesloten op de Far North Line en ook op de Kyle of Lochalsh Line.
Koning Alexander II maakte in 1266 van Dingwall een koninklijke burgh en deze oorkonde werd door Jacobus IV vernieuwd. Dingwall was vroeger de hoofdstad van de County Ross and Cromarty.

## Toponymie
De naam Dingwall komt van het Oudnoorse Þingvöllr en betekent plaats van bijeenkomst voor het ding, een soort rechtbank.
De Gaelische naam Inbhir Pheofharain betekent monding van de Peffery.

## Fotogalerij

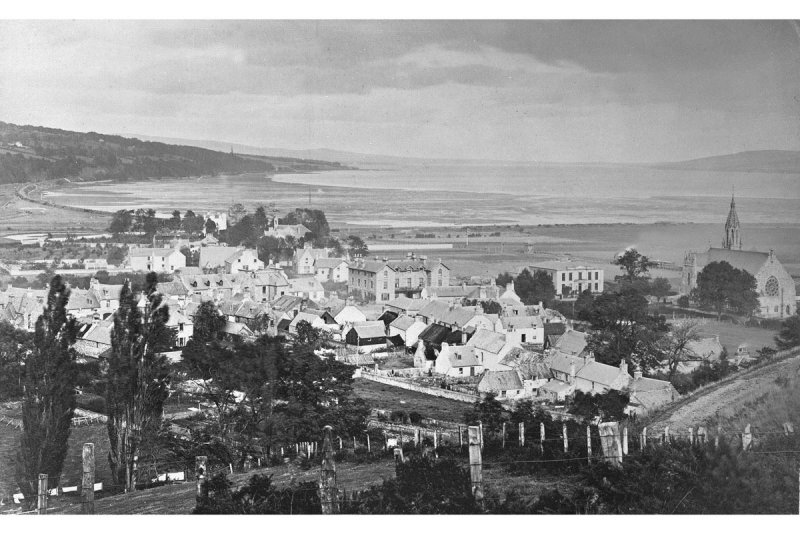
Dingwall 1879, door George Washington Wilson
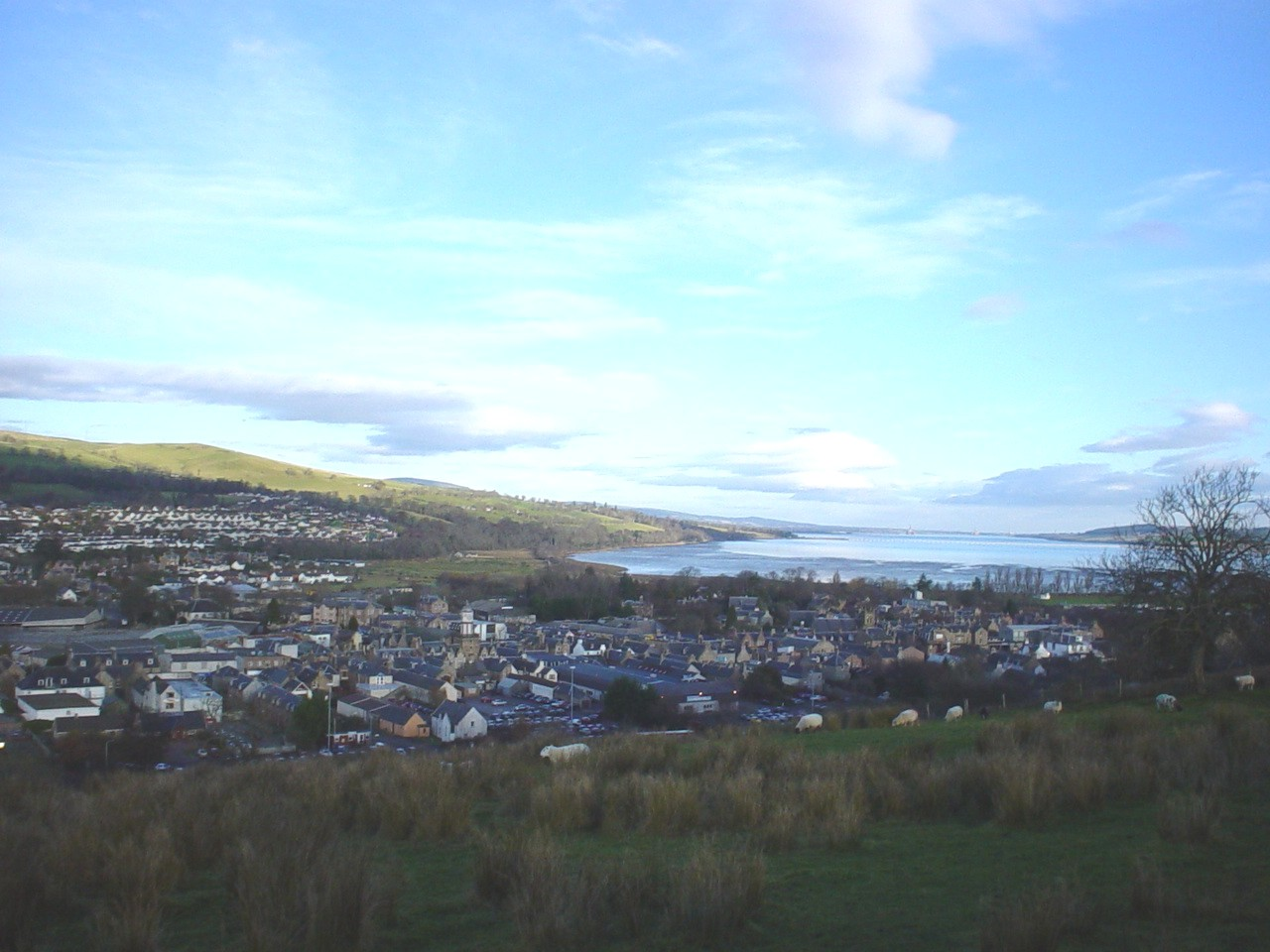
Dingwall nu

## Sport
Dingwall is de thuisstad van de voetbalclub Ross County FC die in de Schotse Premier League speelt.
Op 13 maart 2016 won de club voor het eerst in zijn 87-jarig bestaan The Schotse League Cup in de finale wedstrijd tegen Hibernian in Glasgow door een doelpunt van de Nederlandse speler Alex Schalk in de 90e minuut. Eindstand 1-2.